# Михелевич, Мира Ефимовна
Мира Ефимовна Михелевич (псевдоним — Мария Михелевич; 30 сентября 1919, Харьков, Украина — 2006) — российская переводчица.
Окончила МГУ им. М.В.Ломоносова (1947). Член Союза писателей СССР (1978) и Союза писателей Москвы. Переводчик болгарской литературы. Кавалер ордена «Мадарский всадник» I степени (1998, Болгария).

## Сочинения

### Переводы
- Гуляшки А. Золотое руно. М., 1960. В соавторстве с Б. Ростовым.
- Гуляшки А. Ведрово. М., 1962. В соавторстве с Б. Ростовым.
- Хейс Р., Хенгри О. Раз картошка, два картошка. М., 1966.
- Мутавчиева В. Дело султана Джена. М., 1973.
- Караславов Г. Дни тревог и надежд. М., 1976.
- Легенда о Сибине, князе преславском. М., 1977.
- Антихрист. М., 1977.